# Президентські вибори у США 1940
Президентські вибори в США 1940 року проходили 5 листопада. Економіка США поступово виходила з Великої депресії на тлі розпочатої Другої світової війни. Президент-демократ Франклін Рузвельт виставив свою кандидатуру в президенти втретє наперекір традиції, яка склалася з часів Джорджа Вашингтона, про те, що одна й та сама людина не може обіймати пост президента більше двох термінів. Це саме по собі було предметом палких суперечок. Республіканська партія висунула маловідомого юриста та «темну конячку» Венделла Вілкі, який раніше жодного разу не обіймав виборні посади. Кампанія Вілкі зосередилася на критиці Рузвельта за його нездатність закінчити економічну депресію та прагнення до війни. Рузвельт, знаючи про широке розповсюдження ізоляціоністських настроїв у Сполучених Штатах, обіцяв, що країна не буде брати участь в іноземних війнах, якщо його оберуть президентом. Інтенсивною кампанією Вілкі зміг частково відновити втрачений вплив республіканців на Середньому заході та в північно-східних штатах. Однак Рузвельт користувався широкою підтримкою профспілок та населення великих міст. Його підтримували етнічні меншини та традиційно продемократичні штати Півдня. У результаті він легко переграв свого малодосвідченого суперника та вперше залишився президентом США на третій термін.
Маючи на увазі ці вибори та перемогу Рузвельта вчетверте, 1951 року було прийнято 22-гу поправку до Конституції США, яка законодавчо обмежує час перебування на посаді президента США двома термінами.

## Вибори

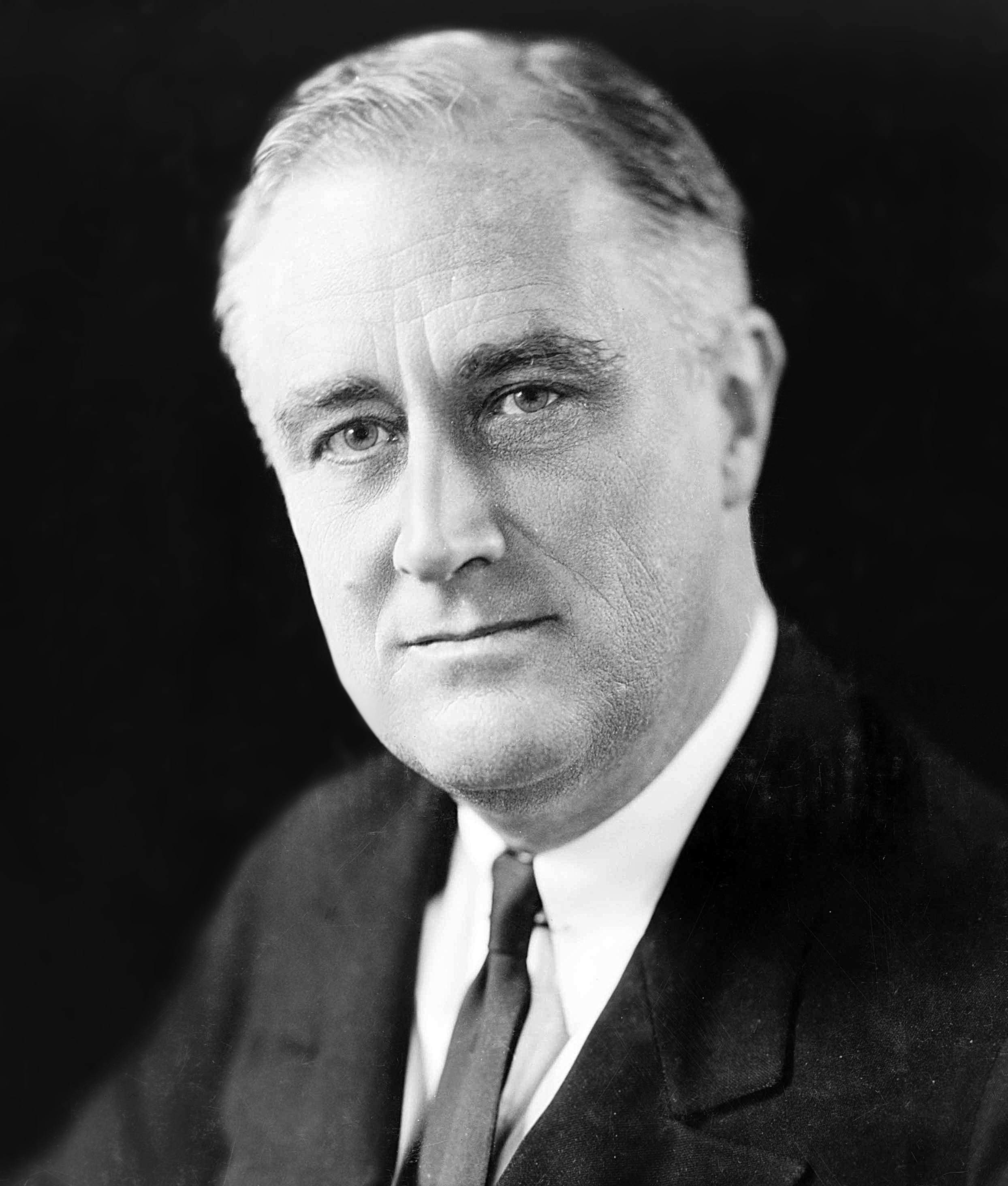
На виборах 1940 року Франклін Рузвельт втретє був обраний президентом США.

### Кампанія
Вілкі виступав проти спроби Рузвельта порушити сформовану традицію не більше двох президентських термінів із гаслом: «Якщо одна людина незамінна, то ніхто з нас не вільний». Проти третього терміну Рузвельта була налаштовага навіть певна частина демократів, на чиї, зокрема, голоси сподівався Вілкі. Крім цього, Вілкі критикував рузвельтівські програми соціальної підтримки в рамках Нового курсу, які, як вважав Вілкі, проводяться некомпетентно та неекономно. Він обіцяв, що, ставши президентом, збереже їх, але зробить ефективнішими. Однак більшість американців усе ще були проти «Великого бізнесу», який вони звинувачували в настанні Великої депресії, а Вілкі багато хто, особливо серед робітників, пов'язували з великим бізнесом. Знаючи про сильні антиреспубліканські настрої у великих містах, Вілкі тим не менше  безстрашно відвідував великі промислові центри, де його нерідко закидували гнилими фруктами та іншими малоприємними предметами.
Крім цього, Вілкі спробував було критикувати Рузвельта за неготовність до війни. Однак Рузвельт, припускаючи можливість цього питання, заздалегідь збільшив асигнування на військові потреби та заснував програму ленд-лізу, за якою Велика Британія отримувала вкрай необхідні їй озброєння та військові кораблі. Тоді Вілкі перевернув проблему «з ніг на голову» та почав звинувачувати Рузвельта у зворотному: ніби той таємно планує ввести країну у війну. Це звинувачення призвело до деякого зниження підтримки Рузвельта, і тоді він заприсягнувся, що «не пошле американських хлопців на жодну іноземну війну», про що пізніше шкодував.
На виборах Вілкі дійсно виступив краще, ніж попередній республіканський претендент Альфред Лендон. Він набрав на 6 мільйонів голосів більше, ніж Лендон та отримав 57 % у сільських регіонах, перемігши в аграрних штатах Середнього Заходу. Однак Рузвельт впевнено переміг, отримавши 449 голосів виборників проти всього 82 голосів у Вілкі. Більше того, Рузвельт здобув перемогу в усіх американських містах із населенням понад 400 000, крім Цинциннаті.

### Результати
| Кандидат            | Партія                 | Виборці    | Виборці | Виборники |
| Кандидат            | Партія                 | Кількість  | %       | Виборники |
| ------------------- | ---------------------- | ---------- | ------- | --------- |
| Франклін Рузвельт   | Демократична партія    | 27 313 945 | 54,7 %  | 449       |
| Венделл Льюїс Вілкі | Республіканська партія | 22 347 744 | 44,8 %  | 82        |
| Норман Томас        | Соціалістична партія   | 116 599    | 0,2 %   | 0         |
| Ерл Броудер         | Комуністична партія    | 57 903     | 0,1 %   | 0         |
| інші                |                        |            |         |           |
| 65 922              | 0,1 %                  | 0          |         |           |
| Всього              | Всього                 | 49 902 113 | 100 %   | 531       |